# Koszary w Garwolinie

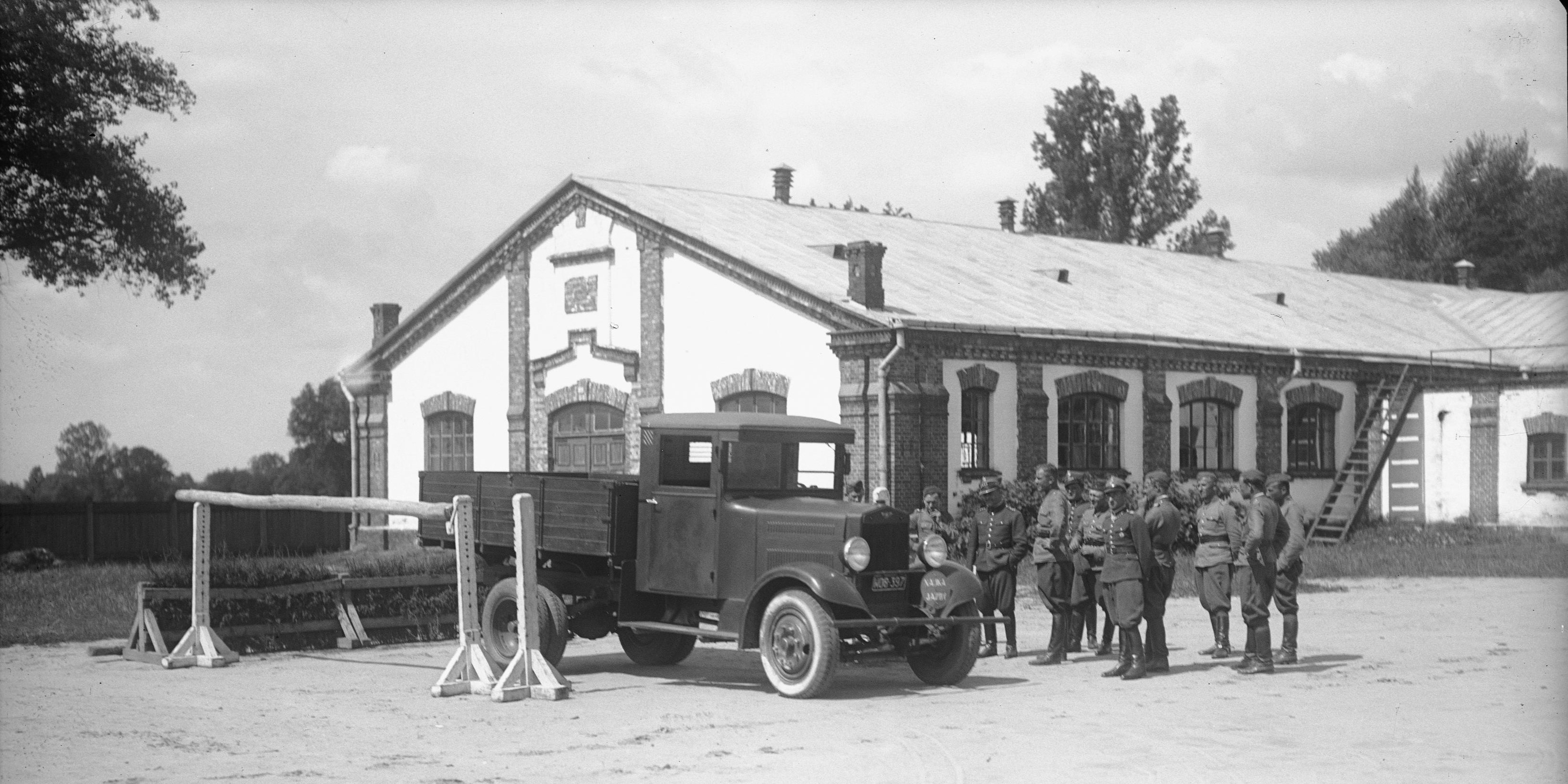
Grupa szkolna motocyklowa 1 psk w koszarach w Garwolinie; 1939

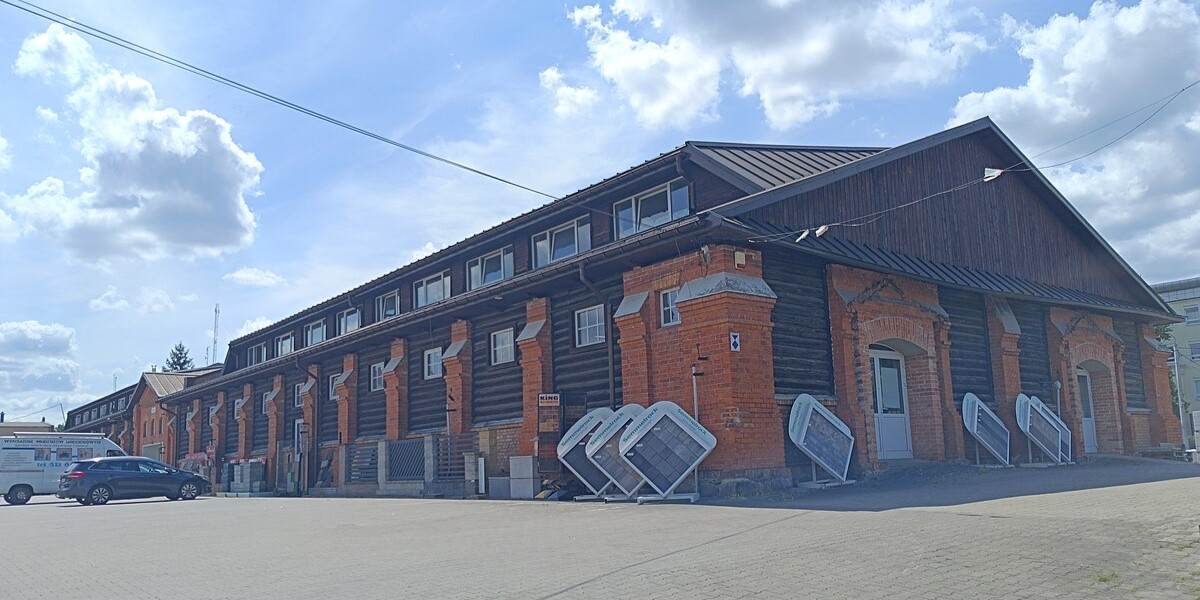
Garwolin, Al. Legionów 5. Dawne stajnie koszarowe użytkowane jako magazyn; 2024

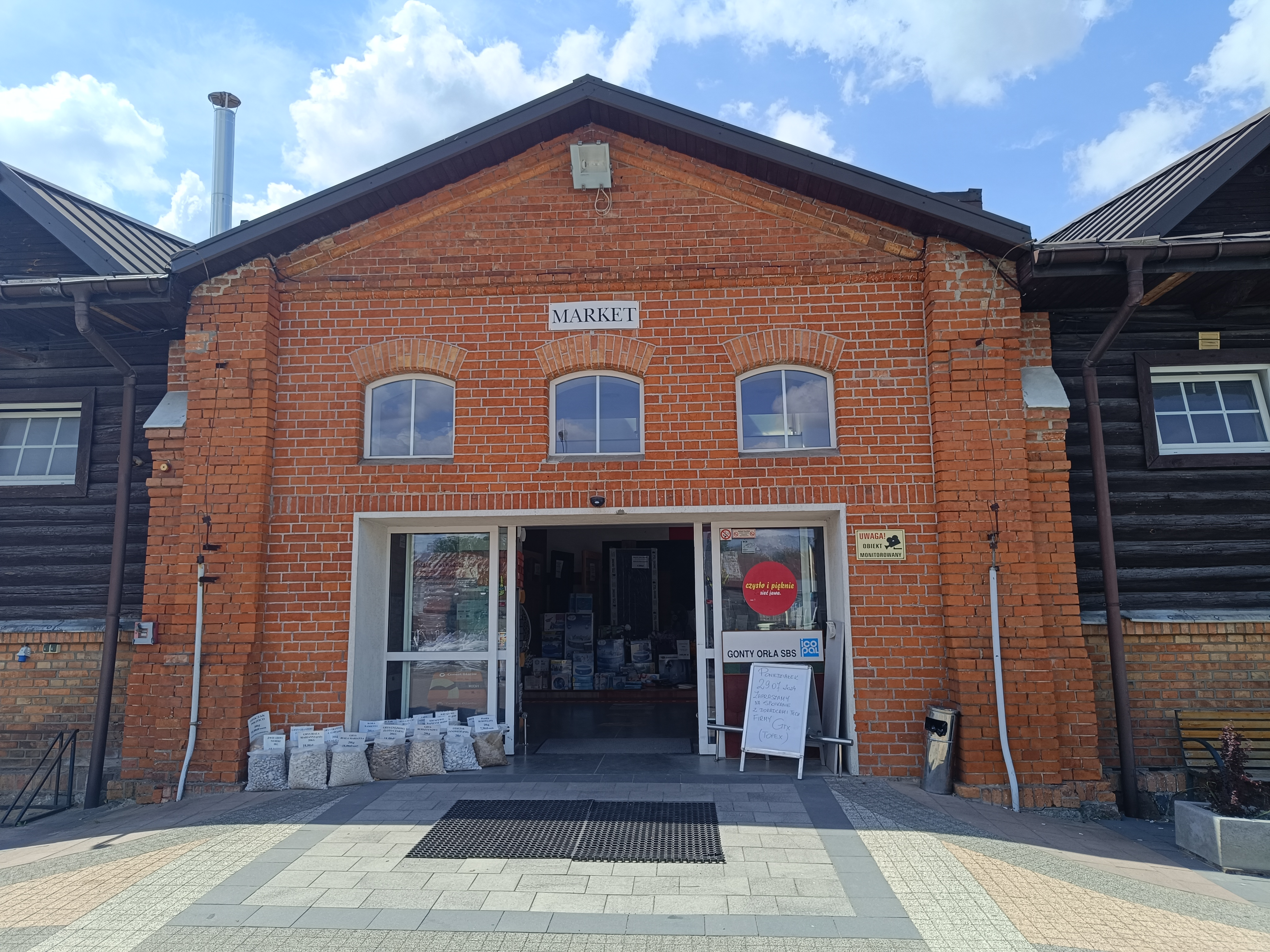
Garwolin – budynek dawnych stajni koszarowych jako market; 2024

Koszary w Garwolinie – kompleks koszarowy znajdujący się na terenie garnizonu Garwolin.

## Charakterystyka
Garwolińskie koszary, położone w rejonie ulic: Polna – Legionów – Rataja, pobudowali Rosjanie, a do 1914 stacjonował w nich 13 pułk dragonów im. Hrabiego Münnicha. Na przełomie lat 1916/1917 kwaterował tu II dywizjon pułku artylerii Legionów Polskich. 
Po odzyskaniu niepodległości, koszary przejęło Wojsko Polskie. Po wschodniej stronie al. Legionów ulokowany był jeden murowany koszarowiec oraz kilka drewnianych. Były tam też stajnie, dom kadry podoficerskiej i magazyny. Po stronie zachodniej znajdował się budynek przeznaczony dla dowództwa i domy oficerskie. W kompleksie znajdowała się kryta ujeżdżalnia, a przed nią plac ujeżdżalni odkrytej. Pojemność koszar określono na 700 ludzi i 500 koni. 

W styczniu 1923 kompleks koszarowy zajął 1 pułk strzelców konnych.
W 1939, zgodnie z planem mobilizacyjnym „W", w Garwolinie zorganizowany został ośrodek zapasowy kawalerii. Dołączył do niego drugi, ewakuowany planowo z Grudziądza wraz z pozostałościami Centrum Wyszkolenia Kawalerii. 
Po II wojnie światowej, od marca 1946 do stycznia 1947, w garwolińskich koszarach stacjonował 1 pułk ułanów 1 Warszawskiej Dywizji Kawalerii.
Znaczna część murowanej zabudowy koszar zachowała się do czasów współczesnych (2019). Budynek dowództwa pułku został znacznie rozbudowany i mieści się w nim sąd rejonowy, a domy kadry, w części z nadbudowanymi kondygnacjami, nadal pełnią funkcje mieszkalne. W zachowanych stajniach znajdują się punkty handlowe i usługowe, a w największym budynku koszarowym przy Al. Legionów 11 ulokowano Krajowy Ośrodek Psychiatrii Sądowej dla Nieletnich.